# 塔纳拉人
塔纳拉人，是一個馬達加斯加的族群，居住在馬達加斯加東南部馬納加拉附近的內陸森林地區。他們名字的意思是“森林裡的人”。他們分為兩個群體，在19世紀面對不斷擴大的伊默里納王國，他們設法保持獨立。塔纳拉人兩個群體都追溯到一個稱為拉爾博姆，有阿拉伯人血統的貴族。他們在歷史上被認為是偉大的戰士，在18世紀他們成功對鄰近的安泰莫罗人征服。他們也被認為具有通過閱讀種子占卜或占星學特殊的天賦，這是通過阿拉伯人帶到馬達加斯加。
塔纳拉人社會結構分為貴族、自由人和奴隸，特點是他們和居住在森林的貴族的和諧相互關係。傳統上，這種關係通過團體之間的婚姻和社區治理而得到加強。塔纳拉人講馬拉加什語方言，他們生活上有許多禁忌，如禁止在生病時拜訪貴族，或在進餐期間關上房子的門，他們的主要生計就是種植咖啡和稻米。
他們傳統上採考驗審判制，以判定被告方的罪責或無罪。這通常包括要求被告從河流游泳到另一邊岸上，如果被鱷魚攻擊，該被告會被認定有罪。如果無辜者被判無罪，原告則需交出四頭瘤牛，兩頭交予原告，兩頭支付給國王和他的顧問。
2013年，塔納拉共有400000人。